# Cyprinella nivea
Cyprinella nivea är en fiskart som först beskrevs av Edward Drinker Cope, 1870.  Cyprinella nivea ingår i släktet Cyprinella och familjen karpfiskar. Inga underarter finns listade i Catalogue of Life.